# Município de Upper Little River (condado de Harnett, Carolina do Norte)
Localização da Carolina do Norte nos E.U.A.
O município de Upper Little River (em inglês: Upper Little River Township) é um localização localizado no  condado de Harnett no estado estadounidense da Carolina do Norte. No ano 2000 tinha uma população de 7.708 habitantes.

## Geografia
O município de Upper Little River encontra-se localizado nas coordenadas 35° 26′ 18,47″ N, 78° 56′ 57,27″ O.